# Dog Fashion Disco
I Dog Fashion Disco sono un gruppo musicale avant-garde metal statunitense originario di Rockville (Maryland) e formatosi nel 1995. Il gruppo si è sciolto nel 2007 per poi ricomporsi ufficialmente nell'ottobre 2013.

## Formazione
Attuale
- Todd Smith — voce (1995–2007, 2013–presente)
- Jasan Stepp — chitarre (2003–2007, 2013–presente)
- Brian "Wendy" White — basso (2003–2007, 2013–presente)
- Tim Swanson — tastiere (2006; 2013–presente)
- John Ensminger — batteria (1995–2003; 2006–2007, 2013–presente)
- Matt Rippetoe — sassofoni, percussioni (2013–presente; collaboratore nel periodo 2001-2006)

Ex componenti (lista parziale)
- Greg Combs — chitarre (1995–2003)
- Stephen Mears aka "Grand Master Super Eagle Sultan" — basso (1996–1998; 1998–2003)
- Mike "Ollie" Oliver — batteria (2003–2005)
- Jeff Siegel — tastiere (1998–2006; 2006–2007)

## Discografia

### Album in studio
- 1997 - Erotic Massage
- 1998 - Experiments in Alchemy
- 1998 - The Embryo's in Bloom
- 2001 - Anarchists of Good Taste
- 2003 - Committed to a Bright Future
- 2006 - Adultery
- 2014 - Sweet Nothing
- 2015 - Ad Nauseam
- 2017 - Erotic Massage Redux

### Raccolte
- 2009 - Beating a Dead Horse to Death... Again

### Live
- 2005 - The City Is Alive Tonight...Live in Baltimore

### EP
- 2001 - Mutilated Genitals EP
- 2004 - Day of the Dead EP